# Гассулиявия
Гассулиявия (XIII век до н. э.) — дочь хеттского царя Хаттусили III, жена правителя Амурру Бентешины.

Гассулиявия была дочерью хеттского царя Хаттусили III и его жены Пудухепы. Она вышла замуж за правителя Амурру Бентешину, находившегося в вассальной зависимости от хеттов (в то время как сын Хаттусили III Нериккаили взял в супруги дочь Бентешины). По условиям договора, Гассулиявия должна обладать статусом царицы в Амурру. Возможно, по мнению Х. Кленгеля, на тот момент была жива другая жена Бентешины, поэтому Хаттусили был заинтересован в положении дочери, но ещё более важным для него представлялось чтобы сын Гассулиявии мог занять трон Амурру. Б. Е. Александров и К. Хорст заметили, что однако в соответствии с договором до тех пор, пока от этого брака не появится наследник, Бентешина мог назначить своим преемником любого своего родственника или даже представителя знати. Известен черновик послания, в котором Пудухепа извещает о своём намерении навестить дочь, однако, как отметили К. Хорст и Г. Лейк, неизвестно, произошло ли это в действительности. Также имя Гассулиявии упоминается в тексте молитвы об её выздоровлении, обращённой к богине Солнца. Мнения исследователей, по замечанию Т. Брайса, разделились — идёт ли здесь речь о дочери Хаттусили III или же о супруге Мурсили II.
Дочь Бентешины и Гассулиявии, имя которой источники не называют, стала женой правителя Угарита Аммистамру II. Возможно, сыном Гассулиявии был Шаушгамува.